# Sagittaria (drag queen)
Sagittaria, nombre artístico de Iván Flores (Barcelona, 13 de julio de 1998), es una drag queen española, conocida por competir en la primera temporada de Drag Race España.

## Carrera
En 2021 Sagittaria se unió a la competencia de telerrealidad Drag Race España en su primera temporada, que comenzó a emitirse el 30 de mayo de 2021. Finalmente, tras la expulsión de Pupi Poisson, Sagittaria se posicionó como una de las tres finalistas de la temporada. La ganadora de la temporada fue Carmen Farala.
Tras el final de emisión de la temporada, Sagittaria formó parte de la gira nacional del Gran Hotel de las Reinas, junto a las demás concursantes del programa, la presentadora de este Supremme de Luxe y la vedette Paca la Piraña.
En 2022 participó en el documental Tacones sobre ruedas, dirigido por Pau Canivell.
El 24 de junio de 2023 actuó en el Orgullo LGBT de León junto con la artista drag mexicana Keala Fierce. Ese mismo mes participó en una colaboración en reivindicación de los derechos LGBT junto a un gran número de concursantes de Drag Race España y la concursante de RuPaul's Drag Race UK, Choriza May.
En 2024 fue una de los concursantes de la primera temporada de Drag Race España: All Stars.

## Filmografía

### Cine
| año  | título               | papel      | notas      |
| ---- | -------------------- | ---------- | ---------- |
| 2022 | Tacones Sobre Ruedas | Ella misma | Documental |

### Televisión
| Año  | Título                      | Papel      | Notas                   |
| ---- | --------------------------- | ---------- | ----------------------- |
| 2021 | Meet The Queens             | Sagittaria | 1 episodio              |
| 2021 | Drag Race España            | Sagittaria | Finalista. 10 episodios |
| 2022 | Maestros de la costura      | Sagittaria | 1 episodio              |
| 2024 | Drag Race España: All Stars | Sagittaria | Concursante             |

### Videoclips
| Año  | Título   | Artista        | Notas                                                            |
| ---- | -------- | -------------- | ---------------------------------------------------------------- |
| 2021 | Camaleón | Belén Aguilera | Junto a Arantxa Castilla-La Mancha, Pupi Poisson y Carmen Farala |